# 明星抄
『明星抄』（みょうじょうしょう）は、源氏物語の注釈書である。

## 概要
1530年成立。三条西公条著。写本の冊数に20冊本・30冊本など様々に異なるものがあるが、版本は全て20冊である。版本には明暦3年秋の刊記のあるものと無刊記版とがある。写本には異なる本文のものがいくつか見られるが、版本は増補本系統のものに限られる。本書の内容自体は弄花抄や細流抄といった三条西家の注釈書の流れをくむものであり、それらの中では成立時期の遅い本書が整った内容を持っていることから、湖月抄で三条西家系統の注釈が参照されるときには本書が最も良く引用されている。公条の父三条西実隆による源氏物語の注釈書である「細流抄」と、これをテキストにしたと思われる三条西実隆による源氏物語講釈の講義ノートである「（源氏物語）聞書」がもとになっている。本書には、大筋で本書の元になっている「細流抄」を含めてそれまでの注釈書では「桐壺」巻の注釈の冒頭で簡単に論じられているだけであった「作者」・「発起」・「大意」・「此物語五十四帖冊数事」・「諸本不同事」・「諸抄」・「物語時代」・「準拠時代」・「題号之事」といった「料簡」が独立して「桐壺」の前に記述されている。

## 影印・翻刻
- 中野幸一編『源氏物語古註釈叢刊 第4巻 明星抄』武蔵野書院、1980年（昭和55年）12月
- 中野幸一編『源氏物語資料影印集成 5 明星抄 1-5』早稲田大学出版部、1990年（平成2年）4月 ISBN 4-657-90410-8
- 中野幸一編『源氏物語資料影印集成 6 明星抄 6-10』早稲田大学出版部、1990年（平成2年）5月 ISBN 4-657-90511-2
- 中野幸一編『源氏物語資料影印集成 7 明星抄 11-15』早稲田大学出版部、1990年（平成2年）6月 ISBN 4-657-90612-7
- 中野幸一編『源氏物語資料影印集成 8 明星抄 16-20』早稲田大学出版部、1990年（平成2年）7月 ISBN 4-657-90713-1